# Recreació de la Guerra Civil dels Estats Units

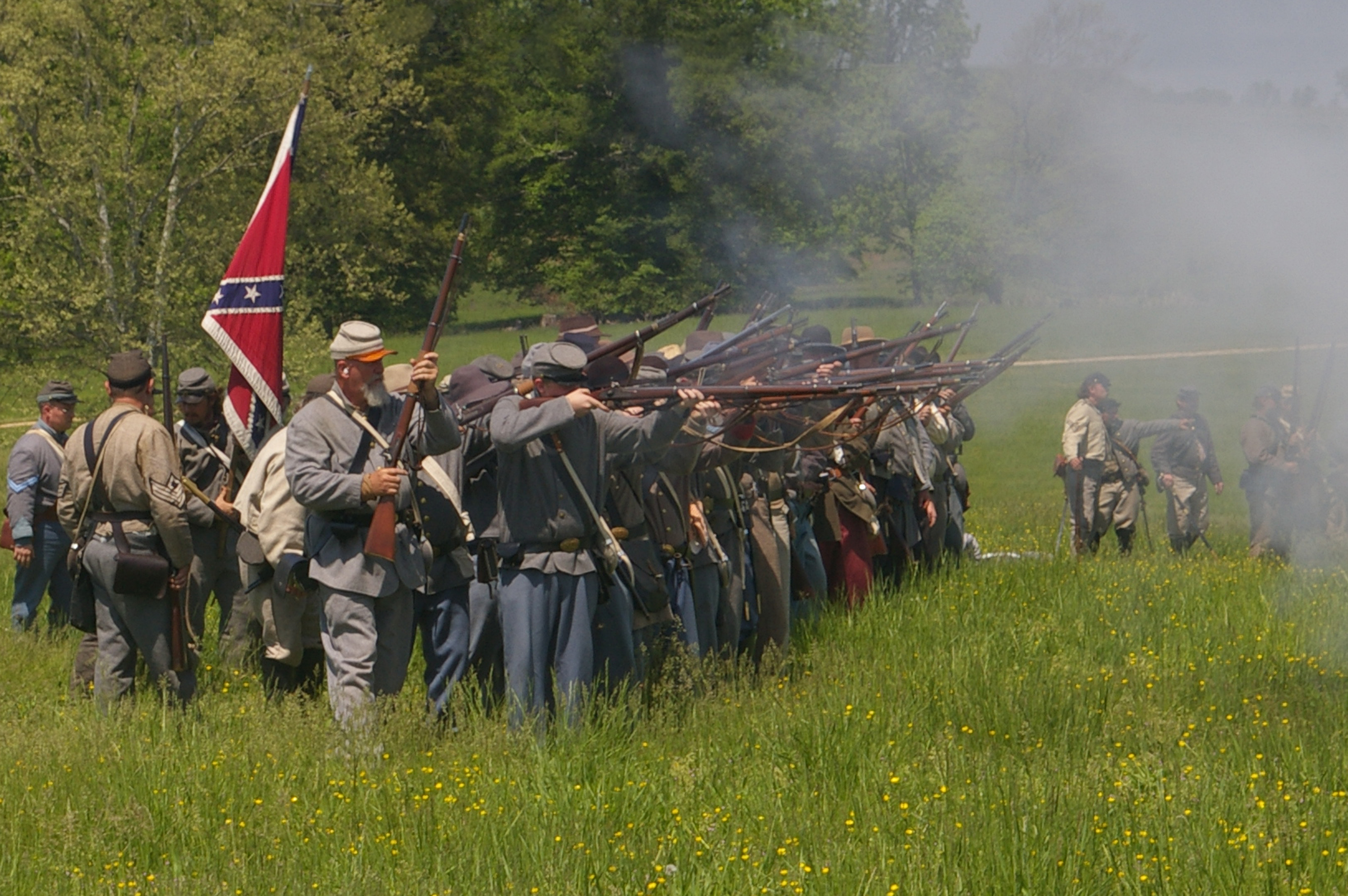
Recreadors confederats disparen els seus fusells durant una recreació de la batalla de Chancellorsville el maig del 2008.

La recreació de la Guerra Civil dels Estats Units és un intent de recrear l'aspecte d'una batalla en particular o qualsevol altre esdeveniment associat a la Guerra Civil dels Estats Units (1861-1865) per part d'aficionats.
Encara que és més comú als Estats Units, també hi ha recreadors de la Guerra Civil al Canadà, Regne Unit, Alemanya, Austràlia, Itàlia, Dinamarca, Suècia i Polònia.

## Història
La reconstrucció de la Guerra Civil dels Estats Units va començar fins i tot abans d'acabar el conflicte. Els veterans de la guerra civil recreaven les batalles com una forma de recordar als seus camarades caiguts i ensenyar als altres sobre com havia estat la guerra. La Gran Reunió de 1913, que va celebrar el 50 aniversari de la Batalla de Gettysburg, va comptar amb la presència de més de 50.000 veterans de la Unió i la Confederació, incloent recreacions d'elements de la batalla, com per exemple la Carrega de Pickett. Es pensa que la recreació moderna va començar durant les commemoracions del Centenari de la Guerra Civil 1961-1965. La popularitat de la recreació va créixer durant els anys 1980 i 1990, degut en gran part a l'èxit de la recreació del 125è aniversari prop del camp de batalla original de Manassas, al qual van assistir més de 6.000 recreadors. Aquell any, la revista Time estimava que hi havia més de 50.000 recreadors als Estats Units.
El 1998, es va produir la recreació del 135è aniversari de la batalla de Gettysburg, prop del camp de batalla original. Hi ha hagut diverses estimacions sobre el nombre de participants, però s'acorda àmpliament que es tractava de la reactivació més gran de qualsevol lloc del món, amb una participació d'entre 15.000 i 20.000 recreadors. Aquest esdeveniment va ser vist per uns 50.000 espectadors.

## La recreació als mitjans
Els productors de cinema i televisió sovint recorren a grups de recreació per rebre assistència; pel·lícules com Gettysburg, Temps de glòria i Gods and Generals es van beneficiar enormement de l'aportació de recreadors, que van arribar al set de rodatge totalment equipats i amb bons coneixements de procediments i tàctiques militars i de vida de campament.
En un documental sobre la realització de la pel·lícula Gettysburg, l'actor Sam Elliott, que va interpretar al general de la Unió John Buford a la pel·lícula, va dir dels recreadors:
| «             | Crec que tenim la sort de tenir a aquestes persones involucrades. De fet, aquesta pel·lícula no s'hagués pogut fer sense ells, sens dubte. Aquests nois venen amb el seu armari, venen amb les seves armes. Venen amb tot el seu equipament, però també venen amb les coses al cap i les coses al cor. | » |
| — Sam Elliott | |   |

De vegades, però, la relació entre els recreadors i els cineastes ha estat polèmica. Encara que els recreadors de Gettysburg no estaven remunerats, es van fer aportacions econòmiques en nom seu per a la preservació històrica; no obstant això, algunes produccions posteriors no han ofert tal compensació. A més, en alguns casos, els recreadors s'han enfrontat amb directors per relats parcials i inexactituds històriques. Alguns productors han estat més interessats en la gran quantitat de recreadors en detriment de l'exactitud, la qual cosa pot provocar problemes de seguretat. Finalment, grans produccions cinematogràfiques, com Gettysburg, poden requerir de suficients recreadors per provocar la cancel·lació d'altres esdeveniments.